# Philipp D’Angelo
Philipp D’Angelo (* 5. Januar 1989 in Villach) ist ein österreichischer Basketballspieler. Er zählt seit 2013 zum Aufgebot der Vienna D.C. Timberwolves.